# ナームアンの滝
ナームアンの滝（ナームアンのたき、タイ語: น้ำตกหน้าเมือง）とは、タイランド湾の西部に点在する島の1つのサムイ島の南部に存在する、瀑布の1つである。

## 概要

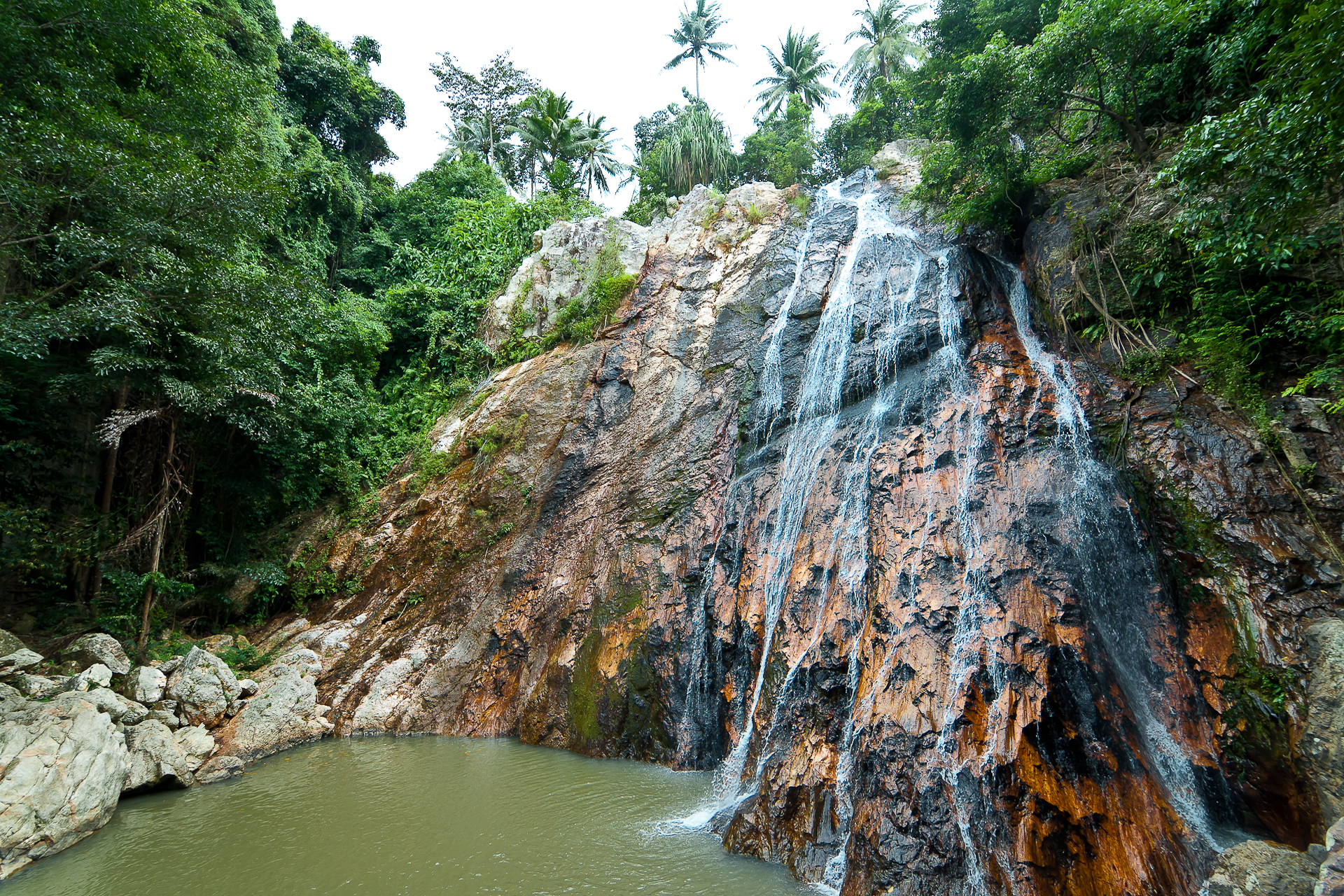
ナームアンの滝と、その滝壺。

ナームアンの滝は、サムイ島内の、おおよそ北緯9度28分、東経99度59分付近に位置しており、この場所はタイ王国のスラートターニー県に属している。サムイ島には複数の滝が存在しており

、このナームアンの滝は、島内に存在する滝の1つに過ぎない。また、この滝から歩いて約30分の所にはもっと落差の大きな別の滝も存在するものの、それでもナームアンの滝は約18mの落差を有している

。
そして、この滝の近くまでは道路が整備されており

、自動車などを使えば簡単に滝の近くまで来ることが可能な、訪れやすい滝である

。
なお、この滝はサムイ島における観光名所の1つとなっていて、滝壺での遊泳も許可されている

。
また、週末には、この滝付近を散策する者がしばしば見られる

。